# Yupun Abeykoon
Yupun Priyadarshana Abeykoon Mudiyansalage (Negombo, 31 dicembre 1994) è un velocista singalese, medaglia di bronzo nei 100 metri piani ai Giochi del Commonwealth 2022.

## Biografia
Nato a Negombo ha iniziato a studiare a Pennala, nel 2015 si trasferisce a Roma in Italia per studio, venendo allenato da Claudio Licciardello.
Nel 2021 partecipa, primo singalese, alla Diamond League arrivando 4º nei 100 m al Golden Gala. Ai Giochi olimpici di Tokyo con 10"32, non supera le batterie dei 100 m. Viene scelto come portabandiera alla Cerimonia di chiusura.
Nel maggio 2022 stabilisce il suo primato in 10"06 a Dessau, a luglio a La Chaux-de-Fonds si migliora scendendo a 9"96. Due settimane più tardi sempre a Eugene ai Mondiali di Oregon 2022 viene eliminato in batteria. Ad agosto vince la medaglia di bronzo sui 100 m ai Giochi del Commenwealth.

## Record nazionali
Seniores
- 60 metri piani indoor: 6"59 ( Ancona, 24 gennaio 2021)[5]
- 100 metri piani: 9"96 (+1,6 m/s) ( La Chaux-de-Fonds, 3 luglio 2022)[6]
- 150 metri piani: 15"16 (+1,4 m/s) ( Rieti, 24 aprile 2022)[7]
- 200 metri piani: 20"37 (+0,1 m/s) ( Grosseto, 22 maggio 2022)[8]

## Palmarès
| Anno | Manifestazione               | Sede       | Evento      | Risultato | Prestazione | Note         |
| ---- | ---------------------------- | ---------- | ----------- | --------- | ----------- | ------------ |
| 2015 | Giochi mondiali militari     | Mungyeong  | 4×100 m     | Bronzo    | 39"43       |              |
| 2019 | Giochi dell'Asia meridionale | Katmandu   | 4×100 m     | Oro       | 39"14       |              |
| 2021 | Giochi olimpici              | Tokyo      | 100 m piani | Batteria  | 10"32       |              |
| 2022 | Mondiali                     | Eugene     | 100 m piani | Batteria  | 10"19       | [ 3 ]        |
| 2022 | Giochi del Commonwealth      | Birmingham | 100 m piani | Bronzo    | 10"14       | [ 9 ] [ 10 ] |
| 2025 | Campionati asiatici          | Gumi       | 4x100 m     | Batteria  | dnf         |              |

## Campionati nazionali
2015
- 6º ai campionati singalesi, 100 m piani - 10"83

2019
- Bronzo ai campionati singalesi, 100 m piani - 10"52

## Altre competizioni internazionali
2021
- 9º al Weltklasse Zürich ( Zurigo), 100 m piani - 10"25
- 4º al Golden Gala Pietro Mennea ( Firenze), 100 m piani - 10"16

2022
- 5º ai Bislett Games ( Oslo), 100 m piani - 10"16
- 4º al Bauhaus-Galan ( Stoccolma), 100 m piani - 10"21